# 1995年バレーボール女子アジア選手権
1995年バレーボール女子アジア選手権(The 8th Asian Women's Volleyball Championship)は、1995年9月25日から10月1日までの期間において、タイ・チエンマイで開催された第8回バレーボールアジア選手権女子大会。
9か国が参加。中国が5大会連続6回目の優勝を達成。

## 最終結果
| 順位 | 国                   |
| ---- | -------------------- |
| 1    | 中国                 |
| 2    | 韓国                 |
| 3    | 日本                 |
| 4    | チャイニーズタイペイ |
| 5    | タイ                 |
| 6    | オーストラリア       |
| 7    | ニュージーランド     |
| 8    | フィリピン           |
| 9    | 香港                 |